# Гофрета
Гофретата е вид тестено изделие с характерна вълнообразна повърхност, която способства задържането на избран солен или сладък пълнеж (сирене, конфитюр, мед, шоколад, сладолед и други). Гофретите се приготвят от брашно, яйца, масло, и прясно мляко в специални уреди, гофретници, които придават нужната форма.
- Гофрета с майонеза, пържено яйце и шунка
- Гофретник
- Отблизо погледната гофрета